# Conferències Macy
Les Conferències Macy van ser una sèrie de reunions d'estudiosos de diverses disciplines, celebrades a Nova York per la iniciativa de Warren McCulloch i la Fundació Macy de 1946 a 1953. L'objectiu principal d'aquesta sèrie de conferències és establir les bases d'una ciència general del funcionament de la ment humana.
Va ser un dels primers estudis organitzada d'interdisciplinarietat i generà grans avenços en la teoria de sistemes, la cibernètica, i el que més tard es va conèixer com la ciència cognitiva.